# 旭烈兀西征
旭烈兀西征，又稱蒙古第三次西征，是由蒙哥汗之弟旭烈兀率領，是蒙古帝國繼成吉思汗領導西征花剌子模及集結族子領導西征歐洲之後的第三次大規模的西征，亦是蒙古帝國最後一次西征。這次西征使得蒙古佔領了阿拉伯帝國的阿拔斯王朝、木剌夷國及叙利亚的阿尤布王朝。

## 戰事起因
自從蒙古帝國消滅了花剌子模，征服了東歐各國之後，蒙古帝国的勢力範圍已扩展到中亚和東欧。1251年，蒙哥继承帝位后，為了擴展領土，照祖父成吉思汗的遗願，展開第三次西征。因蒙哥集中征服南宋，因而由旭烈兀進行第三次西征征戰中東。而且當時位於伊朗的木剌夷國不肯對蒙古稱臣和朝貢，因此蒙古藉此發起第三次西征。

## 戰事過程

### 征戰木剌夷国
1253年7月，旭烈兀命令將領怯的不花率12,000人率先進攻，为主力军作准备。而旭烈兀則仍留在和林，继续筹建主力西征军，為長征作準備。1254年10月，旭烈兀率西征军出征。旭烈兀大军经过阿力麻里（即現今中國新疆霍城西北方的阿脱诺克），到达突厥斯坦。1255年，西征军驻在突厥斯坦。1256年9月，西征军攻進撒马尔罕（即現今乌兹别克斯坦），並駐留40日，之後继续进軍至铁门关（即現今乌兹别克南方），又在這裡駐留了30日。六年春，西征军向木剌夷國（即現今伊朗北方）进軍。
當時的木剌夷国军队兵力約有100,000人，在库希斯坦（即現今阿富汗和伊朗北部交接處）。由西征军將領怯的不花領先锋，进入木剌夷國境後，先攻陷几个城池，再后包围要邑古儿都苦。怯的不花部隊消灭了木剌夷军一半兵力。後來西征军通过撒麻耳干，向木剌夷接近。后來西征军进入水干城，旭烈兀命令拜住带领主力军移往小亚细亚。之后，蒙古主力军进攻至撒瓦。旭烈兀派库喀伊尔喀支援怯的不花，攻打库希斯坦。而後與主力军聚合。蒙古军主力经过徒思，抵达尼沙不耳州哈不衫。旭烈兀見不能一時戰勝，所以决定採用消耗戰。
1256年6月，鲁克赖丁见到西征军進攻，便派弟沙歆沙投降，又把要塞拆掉。後來，旭烈兀覺得鲁克赖丁假意投降，便把西征军分为三部，向木剌夷都城麦门底司堡（即現今伊朗剑北部吉兰省內）进軍（麦门底斯之战）。鲁克赖丁于11月19日投降。12月，西征军进入兰麻撒耳。當時塔亦儿不花军和波斯军攻打兰麻撤耳堡，並将兰麻撤耳攻克。木剌夷国最终全部被旭烈兀所占领。

### 征戰阿拔斯王朝

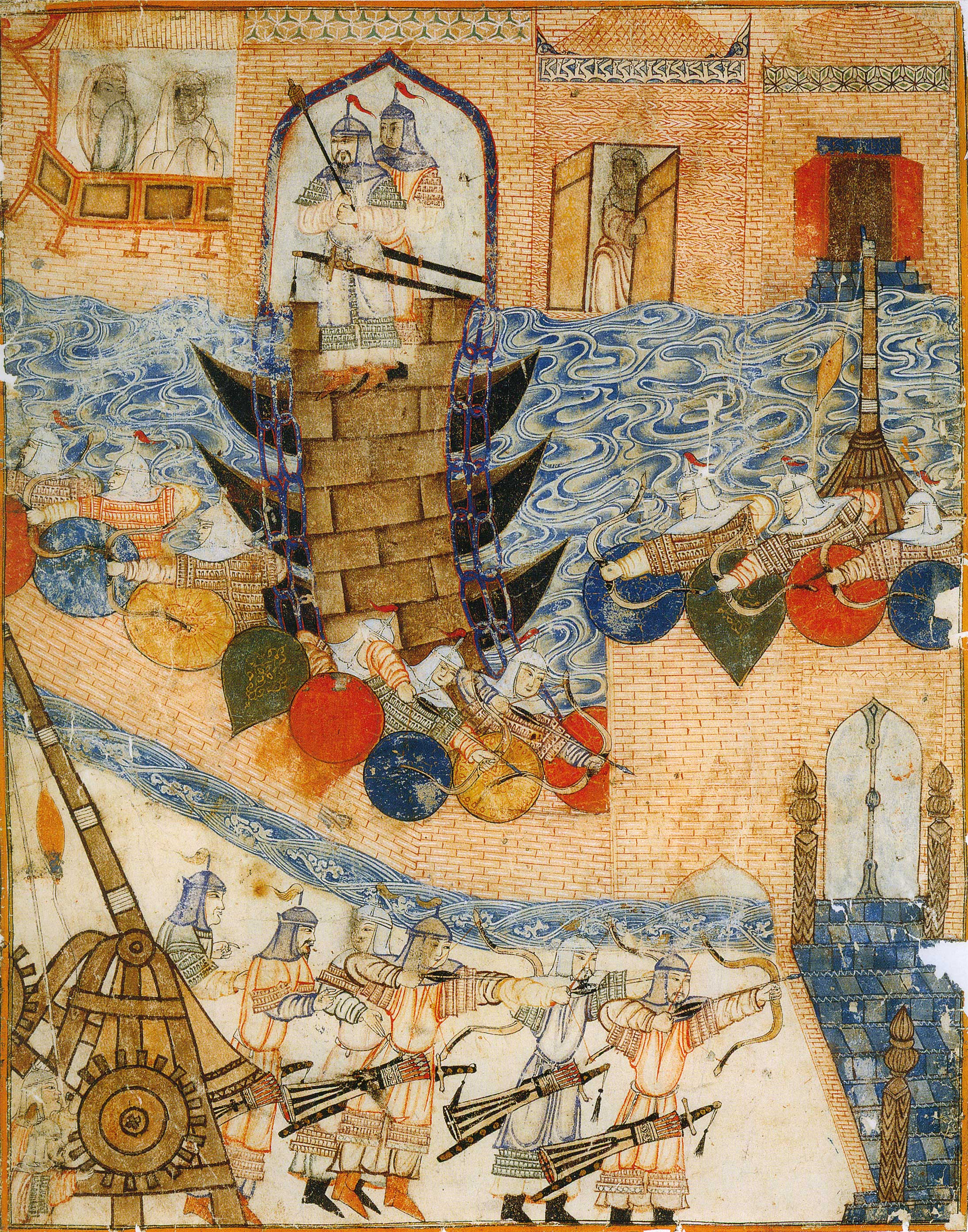
旭烈兀的軍隊進攻巴格達

1257年9月21日，旭烈兀率军向阿拉伯帝國阿拔斯王朝（核心地区为今伊拉克）发动进攻。阿拉伯哈里發穆斯台綏木决议率军抵抗，经过努力组建了约7万军队。旭烈兀首先派怯的不花率领骑兵，进入木剌夷和阿拉伯帝国之间的山地，打开从哈马丹通往巴格达的通道。接着，蒙古军队分为三路进攻阿拉伯帝国。11月，三路蒙古军队同时向阿拉伯帝国首都巴格达进軍。中路蒙古军攻破开尔曼沙后，於12月18日进軍火勒完。這时，左路蒙古军占领罗耳之地；右路蒙古军在塔克利特（今伊拉克巴格达附近）渡过底格里斯河（底格里斯河之战），与阿拉伯軍队相遇。拜住利用水淹的方法殲滅了这支阿拉伯军队。阿拉伯哈里发穆斯台綏木下令增強巴格达的城墙，布置障碍加强防守。1258年1月29日，蒙古军队开始圍攻巴格达。2月10日，穆斯台綏木带领阿拉伯帝国皇子、贵族和官员投降，阿拔斯王朝正式灭亡。巴格达陷落后，中世纪阿拉伯世界最伟大的图书馆智慧之家被蒙古军队彻底摧毁，大量宝贵文献被扔进河中，另外有数以万计的当地人民遭到蒙古军队的屠杀。在信奉景教（基督教聂斯脱里派）的脱古思可敦（蒙古西征军队的最高统帅旭烈兀之妻）的劝说下，巴格达城中的基督徒都得以幸免，旭烈兀还把哈里发的王宫送给他们做为教堂。

### 征戰叙利亚的阿尤布王朝

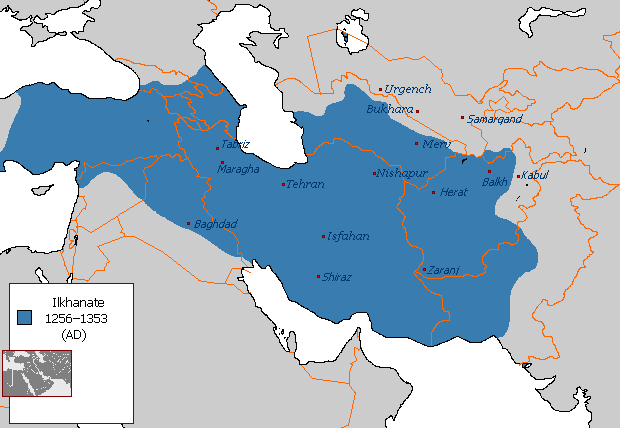
伊兒汗國

1256年，旭烈兀在以古波斯的巴格达为都城建立了伊儿汗国。
旭烈兀之後继续向西进攻。进入阿拉伯地區，戰勝巴尔苏丹。1258年9月，大军进軍叙利亚的阿尤布王朝。叙利亚的军隊约有100,000人。蒙古分军為三做进攻。至1259年3月21日，蒙古大军围攻大马士革。於4月6日大马士革投降。蒙古帝國占领了叙利亚大部份国土。阿尤布王朝至此名存實亡，僅統治着哈馬一隅。后來旭烈兀令拜住继续进軍小亚细亚，並在克塞山戰役中戰勝魯姆蘇丹國的联军。旭烈兀又命郭侃過海，攻陷富浪国（即現今塞浦路斯）。拜占庭帝國與西欧眾國均派使者与旭烈兀會面，有意联盟。旭烈兀原本準備進軍埃及，但1259年8月，蒙哥於合州戰死，旭烈兀带领主力班師回朝，怯的不花則受旭烈兀命令，固守叙利亚。同年9月，埃及的軍隊在大馬士革南方的阿音札魯特戰役大敗蒙古軍，怯的不花陣亡，此役制止了蒙古帝國的擴張野心。蒙古帝國的第三次西征正式结束，蒙古三次西征亦正式完結。

## 影響
蒙古第三次西征除了屠城滅族，令世界人口大減之外，亦無意中促進了伊斯蘭世界、天主教世界及中國的交流。波斯天文學、西域醫藥便在此時傳入中國；而中國的印刷術、火藥，也經蒙古西征而傳入歐洲。第三次西征也象徵了蒙古擴張的停止。